# Heterotaxis violaceopunctata
A Heterotaxis violaceopunctata é uma espécie de orquídea (Orchidaceae) originária da Amazônia, antes classificada no gênero Maxillaria. Dentre as espécies de Heterotaxis, esta é relativamente fácil de distinguir pois apresenta pequenas pintas de cor violeta no labelo de suas flores.
- Publicação da espécie: Heterotaxis violaceopunctata (Rchb.f.) F.Barros, Hoehnea 29: 113 (2002).
- Basônimo: Maxillaria violaceopunctata Rchb.f., Bonplandia (Hannover) 3: 216 (1855).

## Etimologia
O epíteto é uma referência às pintas violáceas existentes no labelo de suas flores.

## Sinônimos
- Maxillaria violaceopunctata Rchb.f., Bonplandia (Hannover) 3: 216 (1855).
- Maxillaria glumacea Rolfe, Bull. Misc. Inform. Kew 1892: 210 (1892).

## Distribuição
- Brasil: AM, AC
- América do Sul: Guianas, Suriname, Venezuela, Equador, Peru.

## Ver também

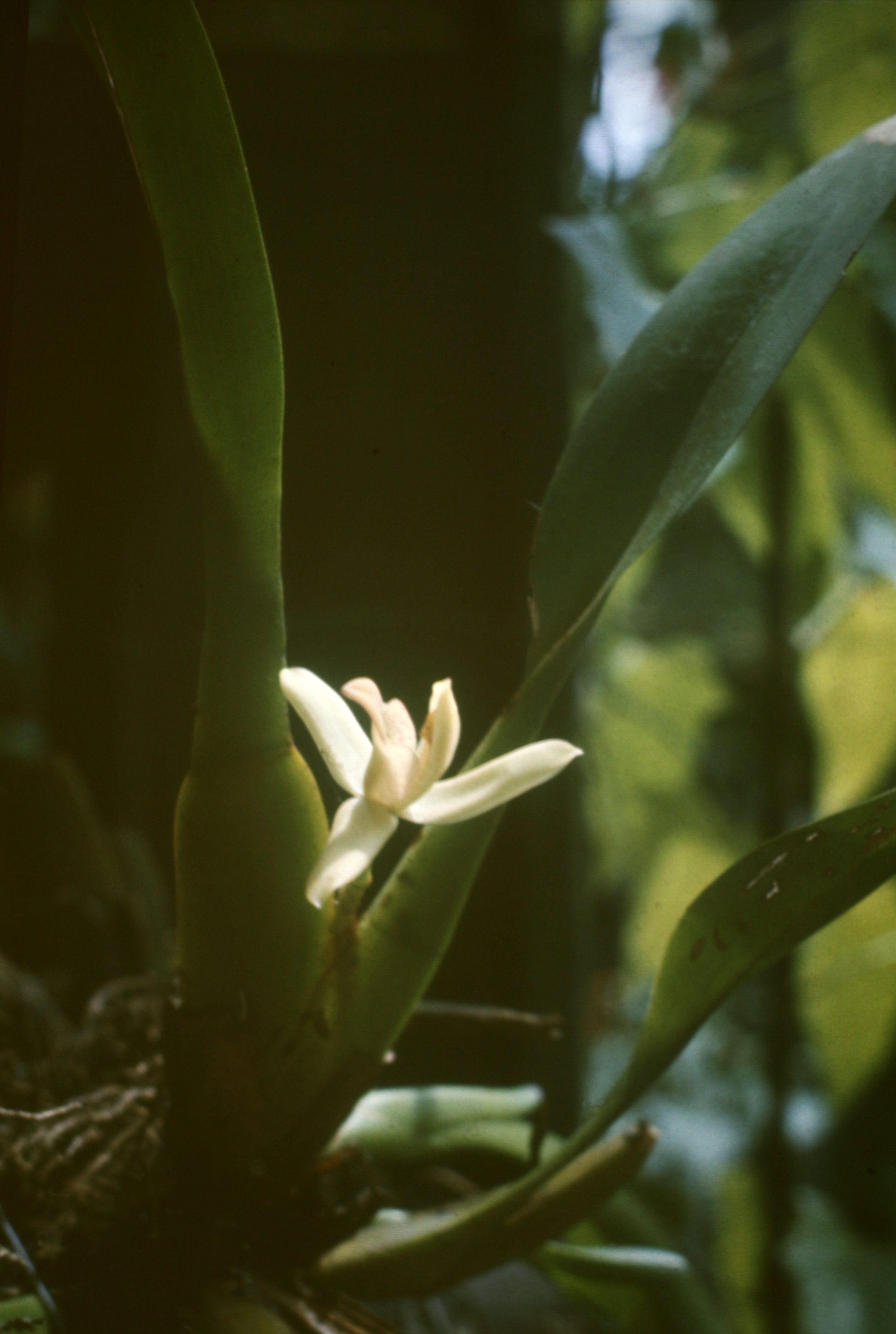
Heterotaxis violaceopunctata, Suriname - Detalhe da planta